# Tô Vĩnh Lợi
Tô Vĩnh Lợi (sinh ngày 22 tháng 4 năm 1985 tại Bình Định) là một cầu thủ bóng đá vị trí thủ môn đã giải nghệ.

## Thành tích
V-league 1
- Huy chương đồng (2): (2014, 2015)